# Undertal
Undertal er i matematisk analyse et tal eller element, der er mindre end eller lig med alle tal eller elementer i en given mængde. Begrebet finder især anvendelse i matematisk analyse i forbindelse med studiet af de reelle tal, men kan anvendes og bliver anvendt i forbindelse med alle partielt ordnede mængder. 
Simpelt forklaret er udgangspunktet, at man har en mængde af tal. Det kan for eksempel være 7, 5, 23, 32 og 21 (rækkefølgen er underordnet). Et undertal er her et hvilket som helst tal, for eksempel 5, der er mindre eller lig alle tallene 7, 5, 23 etc. Bemærk at f.eks. 2 også er et undertal i dette tilfælde.

## Synonymer og beslægtede begreber
Undertiden bruges begrebet "nedre grænse" i samme betydning, men da det kunne foranledige læseren til at tro, at der er tale om en egentlig grænse, er undertal foretrukket. Bemærk også at det meste matematiske litteratur bruger "mindre end" i betydningen "mindre end eller lig med" og "skarpt mindre end" ellers, hvorfor undertal løst defineres som et tal, der er mindre end alle elementerne i en mængde X.
Udtrykt matematisk formelt er y et undertal med hensyn til en en partielt ordnet mængde X netop, hvis y ≤ x for alle elementer x i X. Analogt til dette haves et overtal, som er et tal z, hvorom det gælder, at z ≥ x for alle elementer i X. 

### Infimum
Betragt en delmængde S af de reelle tal. Lad U være mængden af reelle tal, der er undertal til S. Hvis U er ikke-tom, findes der da et største element i S, og dette tal kaldes infimum eller det største undertal. Denne egenskab ved de reelle tal er central i matematisk analyse og karakteriserende for de reelle tal.

## Eksempler
- Både 4 og 5 er undertal for mængden { 7, 5, 23, 32, 21 }.
- 7 er både et overtal og et undertal til mængden { 7 }. Alle andre tal er enten et overtal eller et undertal.
- Ingen uendelig delmængde af de naturlige tal har et overtal. Uendelige delmængder af heltal kan have et overtal eller et undertal, men ikke begge dele.